# Nobody Else
Albums de Take That
Everything Changes
(1993) Greatest Hits
(1996)
Singles
1. Sure
Sortie : 3 octobre 1994
2. Back for Good
Sortie : 27 mars 1995
3. Every Guy
Sortie : 8 juin 1995 (promo)
4. Never Forget
Sortie : 24 juillet 1995
5. Sunday to Saturday
Sortie : 1er août 1995 (Japon)

Nobody Else est le troisième album studio du boys band anglais Take That. Il est sorti (au Royaume-Uni) au début de mai 1995. 
L'album a débuté à la 1re place du hit-parade britannique (pour la semaine du 7 au 13 mai 1995) et gardé cette place une semaine de plus.

## Liste des pistes
| No  | Titre                                             | Auteur                                  | Producteur(s)                  | Durée |
| --- | ------------------------------------------------- | --------------------------------------- | ------------------------------ | ----- |
| 1.  | Sure (voix principale : Barlow)                   | Gary Barlow, Mark Owen, Robbie Williams | Brothers in Rhythm, Barlow     | 3:42  |
| 2.  | Back for Good (voix principale : Barlow)          | Barlow                                  | Chris Porter, Barlow           | 4:02  |
| 3.  | Every Guy (voix principale : Barlow, Williams)    | Barlow                                  | Brothers in Rhythm, Barlow     | 3:59  |
| 4.  | Sunday to Saturday (voix principale : Barlow)     | Barlow, Howard Donald, Owen             | Brothers in Rhythm, Barlow     | 5:03  |
| 5.  | Nobody Else (voix principale : Barlow)            | Barlow                                  | Chris Porter, Barlow           | 5:48  |
| 6.  | Never Forget (voix principale : Donald)           | Barlow                                  | Dave James, Brothers in Rhythm | 5:12  |
| 7.  | Hanging Onto Your Love (voix principale : Barlow) | Barlow, David Morales                   | Morales                        | 4:09  |
| 8.  | Holding Back the Tears (voix principale : Barlow) | Barlow                                  | Brothers in Rhythm, Barlow     | 5:29  |
| 9.  | Hate It (voix principale : Barlow, Williams)      | Barlow                                  | Chris Porter, Barlow           | 3:41  |
| 10. | Lady Tonight (voix principale : Barlow, Williams) | Barlow                                  | Brothers in Rhythm, Barlow     | 4:37  |
| 11. | The Day After Tomorrow (voix principale : Owen)   | Barlow                                  | Chris Porter, Barlow           | 4:53  |